# Maria Arianiti
Maria Arianiti, ook bekend als Maria Despina, (ca. 1440-1500) was een Albanese prinses afkomstig uit het huis Arianiti. Ze was de dochter van de Albanese vorst Gjergj Arianiti, heerser van het vorstendom Arianiti in centraal- en zuid-Albanië gedurende de 15e eeuw. Maria huwde met de Roemeense heerser Radu III, vorst van Walachije. Maria Arianiti was tevens schoonmoeder van Stefanus III de Grote, na het huwelijk van haar gelijknamige dochter.

## Biografie
Maria Arianiti was een dochter van de Albanese vorst Gjergj Arianiti. Arianiti heerste over het vorstendom Arianiti, een staat die overeenkomt met het centrale- en zuidelijke gebied van het huidige Albanië. Arianiti wad gedurende de 15e eeuw een van de prominente Albanese leiders vanwege zijn rol in de Albanees-Ottomaanse Oorlog. De moeder van Maria Arianiti was mogelijk de eerste gemalin van haar vader Gjergj, namelijk Maria Muzaka, de dochter van de Albanese edelman Andrea III Muzaka.
Maria Arianiti trouwde in 1462 met Radu cel Frumos, heerser van Walachije. In 1473 versloeg Stefanus III van Moldavië de troepen van Radu III en verkreeg deze heerschappij over Walachije. Als gevolg hiervan werden Maria Arianiti en haar dochter Maria Voichița gevangengenomen en naar Moldavië gebracht, waarna ze deel uit maakten van het Moldavische hof. In 1478 werd haar gelijknamige dochter Maria de vierde gemalin van Stefanus III.
Uiteindelijk trok Maria Arianiti  terug in het klooster als non. Ze werd begraven in Klooster Putna in Roemenië.